# Тимаково (Новосибирская область)
Тимаково — упразднённый в 2006 году посёлок в Чистоозёрном районе Новосибирской области. Входил на момент упразднения в состав городского поселения рабочий посёлок Чистоозёрное. 

## География
Находился у оз. Тимаково.

## История
Упразднён в 2006 году.

## Транспорт
Просёлочные дороги.